# Église Saint-Jean-l'Évangéliste de Cachan
L'église Saint-Jean-l'Évangéliste de Cachan est une église paroissiale située rue de Verdun dans la commune de Cachan. Elle a été construite selon les plans de l'architecte Henri Vidal.

## Description

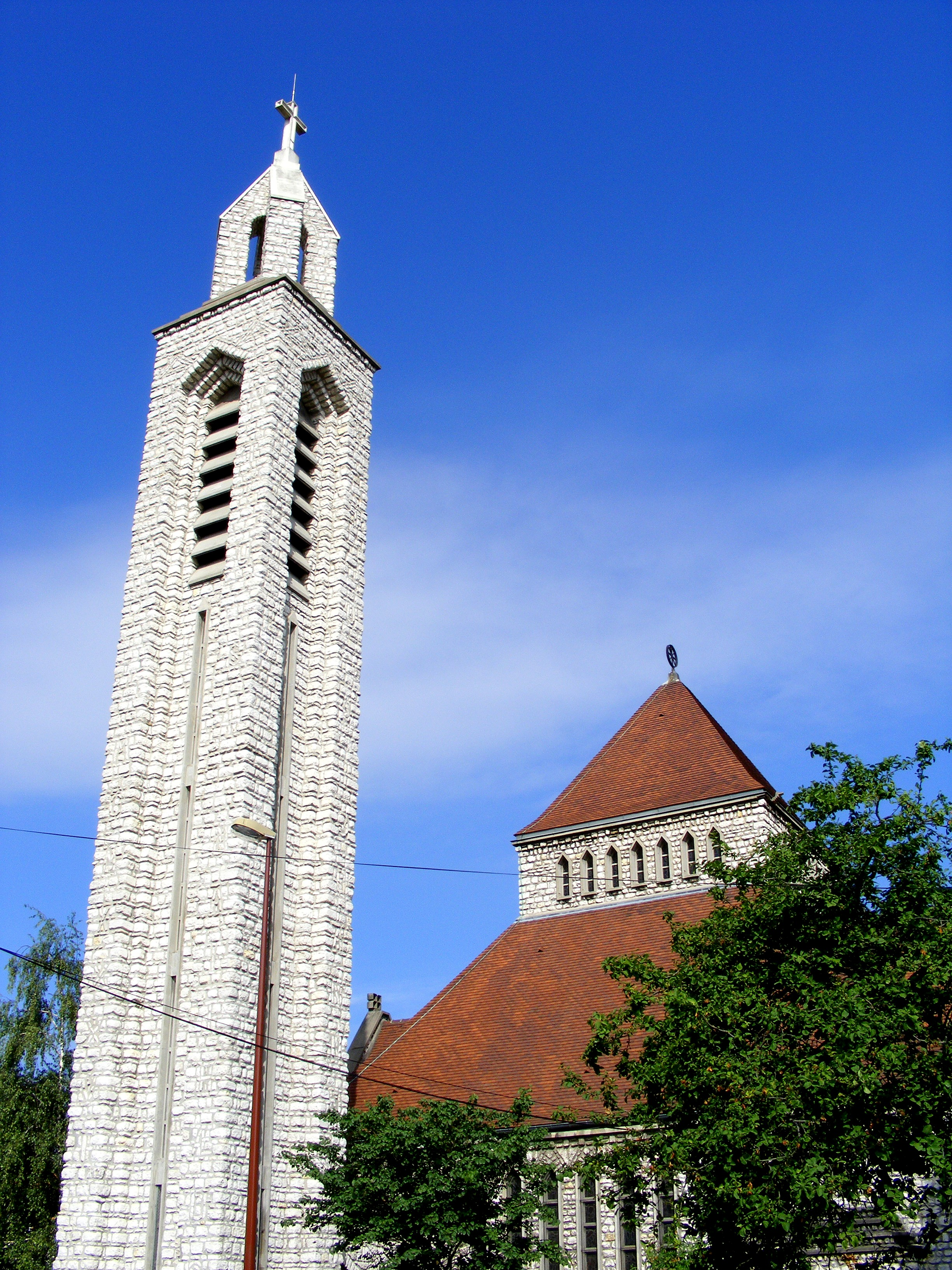
Le campanile.

Elle est construite sur un plan carré. Ses deux arcs sont surmontés d’une tour, et le chevet déborde légèrement.
Le fronton est orné d'un aigle aux ailes déployées, symbole de l'évangéliste Jean.
Son campanile s'élève à trente-trois mètres de hauteur.
Les vitraux qui s'ouvrent dans de grandes baies verticales, représentent des motifs abstraits.

## Historique
Elle fut bâtie sur un terrain offert par un fidèle, et la première pierre fut posée par le cardinal Verdier en juin 1936. Elle fut inaugurée le 14 novembre 1937, en présence de mille cinq cents personnes
C'est la centième église bâtie par l'Œuvre des Chantiers du Cardinal.
Elle devint église paroissiale en 1959. 
Depuis 2015, elle accueille chaque dimanche la paroisse orthodoxe roumaine Saint-Apôtre-et-Évangéliste-Jean.